# Ectopleura americana
Ectopleura americana is een hydroïdpoliep uit de familie Tubulariidae. De poliep komt uit het geslacht Ectopleura. Ectopleura americana werd in 1990 voor het eerst wetenschappelijk beschreven door Peterson. 